# Ким Джиун (артист)
Ким Джиун (кор. 김지웅; род. 14 декабря 1998, Вонджу, Канвондо, Республика Корея) — южнокорейский певец и актёр, участник бой-бэнда Zerobaseone. Известен по ролям в сериалах «Сладкая кровь», «Хочу укусить» и «Вилла Пундок: Обстоятельства в комнате 304».

## Карьера
2 августа 2016 года Ким Джиун под псевдонимом «Jinam» дебютировал в составе южнокорейского бой-бэнда INX с синглом «Alright». В конце 2017 года группа распалась, в 2018 году они подали в суд на своё агентство за жестокое обращение и выиграли судебный процесс. В 2018 году Ким Джиун под сценическим псевдонимом «King» был представлен как участник группы Ateen. Однако группа распалась в 2019 году, после того, как шесть из десяти участников группы подали в суд на генерального директора своей компании за сексуальные домогательства. После расформирования группы Ким Джиун вместе с другими бывшими участниками Ateen присоединился к предебютной группе B.I.T. (Brilliant Icon Team). В августе 2020 года группа распалась. В 2020 году участвовал в реалити-шоу на выживание Burn Up: Challenge to Billboard и одержал победу, после чего выпустил песню «Sick of Love» вместе с победительницей в женской категории Ким Минджон.
В 2021 году Ким Джиун дебютировал в качестве актёра, сыграв главную роль в веб-сериале Naver TV «Сладкая кровь». В 2022 году вместе с певцом и актёром Юн Собином сыграл главную роль в веб-сериале «Хочу укусить». В том же году вновь с Юн Собином сыграл главную роль в веб-сериале «Вилла Пундок: Обстоятельства в комнате 304», а также исполнил две композиции, вошедшие в официальный саундтрек сериала. На южнокорейском потоковом сервисе «Watcha» сериал занял 1-е место в жанре BL.
29 декабря 2022 года стало известно, что Ким Джиун станет участником реалити-шоу на выживание канала Mnet Boys Planet. 20 апреля 2023 года в финальном эпизоде реалити-шоу он занял 8-е место с 1 338 984 очками, что позволило ему дебютировать в составе победившей группы Zerobaseone. 10 июля 2023 года состоялся официальный дебют группы с мини-альбомом Youth in the Shade.

## Дискография
| Год  | Песня                                    | Примечание                                             | Источник |
| ---- | ---------------------------------------- | ------------------------------------------------------ | -------- |
| 2021 | «Sick of Love» (совместно с Ким Минджон) | альбом Burn Up Ким Минджон                             | [ 5 ]    |
| 2022 | «Dream of You» (совместно с Юн Собином)  | саундтрек «Вилла Пундок: Обстоятельства в комнате 304» | [ 13 ]   |
| 2022 | «I'll be...» (그런사람)                  | саундтрек «Вилла Пундок: Обстоятельства в комнате 304» | [ 13 ]   |

## Фильмография
| Год  |    | Русское название                           | Оригинальное название                              | Роль       |
| ---- | -- | ------------------------------------------ | -------------------------------------------------- | ---------- |
| 2021 | вс | Сладкая кровь                              | 달달한 그놈 / The Sweet Blood                      | Юн Чиу     |
| 2022 | вс | Не ври, Рахи                               | 돈 라이 라희 / Don't Lie, Rahee                    | Соль Ховон |
| 2022 | вс | Хочу укусить                               | 깨물고싶은 / Kissable Lips                         | Ким Чунхо  |
| 2022 | вс | Наркоманы круглосуточного магазина         | 편의점 고인물 / Convenience Store Junkies          | Сиву       |
| 2022 | вс | Профессиональные подростки                 | 프로,틴 / Pro, Teen                                | Ын Гарам   |
| 2022 | вс | Вилла Пундок: Обстоятельства в комнате 304 | 풍덕빌라 304호의 사정 / Roommates of Poongduck 304 | Чи Ходжун  |
| 2023 | с  | Плохая мать                                | 나쁜엄마 / The Good Bad Mother                     | Ли Джиун   |

### Шоу
| Год  | Программа                       | Роль     | Примечание                                    | Источник |
| ---- | ------------------------------- | -------- | --------------------------------------------- | -------- |
| 2020 | Burn Up: Challenge to Billboard | участник | победитель                                    | [ 5 ]    |
| 2023 | Boys Planet                     | участник | занял 8-е место и стал участником Zerobaseone | [ 16 ]   |
| 2023 | «Мальчик-детектив Ким Джиун»    | участник | сольное шоу                                   | [ 17 ]   |

### Появления в клипах
| Год  | Название                                                  | Артист      | Источник |
| ---- | --------------------------------------------------------- | ----------- | -------- |
| 2014 | «Shut Up U» (시끄러워U)                                   | Wassup      | [ 18 ]   |
| 2021 | «Into you» (빠져들겠어)                                   | OnlyOneOf   | [ 19 ]   |
| 2021 | «So what, if the flowers are pretty» (꽃이 예뻐봤자 뭐해) | Шин Ёнджэ   | [ 20 ]   |
| 2022 | «Beautiful Memories» (이별한 이유가 너무 아파)            | Лим Ханбёль | [ 21 ]   |
| 2023 | «Number Boy»                                              | Holland     | [ 22 ]   |